# Bryan Roy
Bryan Eduard Steven Roy, född 12 februari 1970, är en nederländsk före detta professionell fotbollsspelare och fotbollstränare. Han spelade som yttermittfältare för fotbollsklubbarna Ajax, Foggia, Nottingham Forest, Hertha BSC, NAC Breda och Workington mellan 1987 och 2004. Roy vann ett ligamästerskap och en KNVB Cup. Han spelade också 32 landslagsmatcher för det nederländska fotbollslandslaget mellan 1989 och 1995.
Efter den aktiva spelarkarriären har Roy varit tränare för olika lag inom Jong Ajax.